# Raghuva
Raghuva là một chi bướm đêm thuộc họ Noctuidae, hiện tại nó được coi là đồng nghĩa của Heliocheilus.